# Trachinotus
Trachinotus hay Pompano là một chi cá biển trong họ Cá khế thuộc bộ Cá vược, nhiều loài trong số chúng phân bố ở Mỹ, nhất là ở vùng Florida. Loài lớn nhất có thể lên đến 14 kg.

## Các loài
- Trachinotus africanus J. L. B. Smith, 1967 (southern pompano)
- Trachinotus anak J. D. Ogilby, 1909 (oyster pompano)
- Trachinotus baillonii (Lacépède, 1801) (smallspotted dart)
- Trachinotus blochii (Lacépède, 1801) (snubnose pompano)
- Trachinotus botla (G. Shaw, 1803) (largespotted dart)
- Trachinotus carolinus (Linnaeus, 1766) (Florida pompano)
- Trachinotus cayennensis G. Cuvier, 1832 (Cayenne pompano)
- Trachinotus coppingeri Günther, 1884 (swallowtail dart)
- Trachinotus falcatus (Linnaeus, 1758) (permit)
- Trachinotus goodei D. S. Jordan & Evermann, 1896 (palometa)
- Trachinotus goreensis G. Cuvier, 1832 (longfin pompano)
- Trachinotus kennedyi Steindachner, 1876 (blackblotch pompano)
- Trachinotus marginatus G. Cuvier, 1832 (plata pompano)
- Trachinotus maxillosus G. Cuvier, 1832 (Guinean pompano)
- Trachinotus mookalee G. Cuvier, 1832 (Indian pompano)
- Trachinotus ovatus (Linnaeus, 1758) (pompano)
- Trachinotus paitensis G. Cuvier, 1832 (Paloma pompano)
- Trachinotus rhodopus T. N. Gill, 1863 (gafftopsail pompano)
- Trachinotus stilbe (D. S. Jordan & E. A. McGregor, 1899) (steel pompano)
- Trachinotus teraia G. Cuvier, 1832 (shortfin pompano)